# Каратума (Маканчинський район)
Каратума́ (каз. Қаратұма) — село у складі Маканчинського району Абайської області Казахстану. Адміністративний центр та єдиний населений пункт Каратуминського сільського округу.
Населення — 1255 осіб (2021; 1590 у 2009, 2215 у 1999, 2772 у 1989).
Національний склад станом на 1989 рік:
- казахи — 64 %
- росіяни — 32 %

До 1993 року село називалось Кіровка.